# Frente Popular Revolucionario

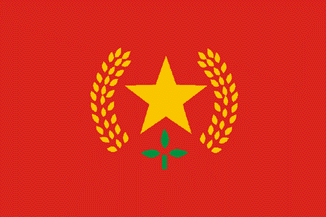
Bandera del Frente Popular Revolucionario de Manipur, de color rojo, con el emblema en el centro.

El Frente Popular Revolucionario (Revolutionary Peoples Front) es el ala política del Ejército Popular de Liberación de Manipur, formada en 1989, que constituyó un gobierno en el exilio en Bangladés, dirigido por Irengbam Chaoren, y comenzó una reestructuración de su ejército, convertido en muy disciplinado y activo, y con cuatro secciones: Sadar Hill West áreas del Valle de Manipur; Sadar Hill áreas del oriente del Valle; Hill áreas de Manipur; y Valle de Imphal, con un comandante cada una, y con diversos rangos inferiores.
- Datos: Q3428567